# Josep Soler i Sardà

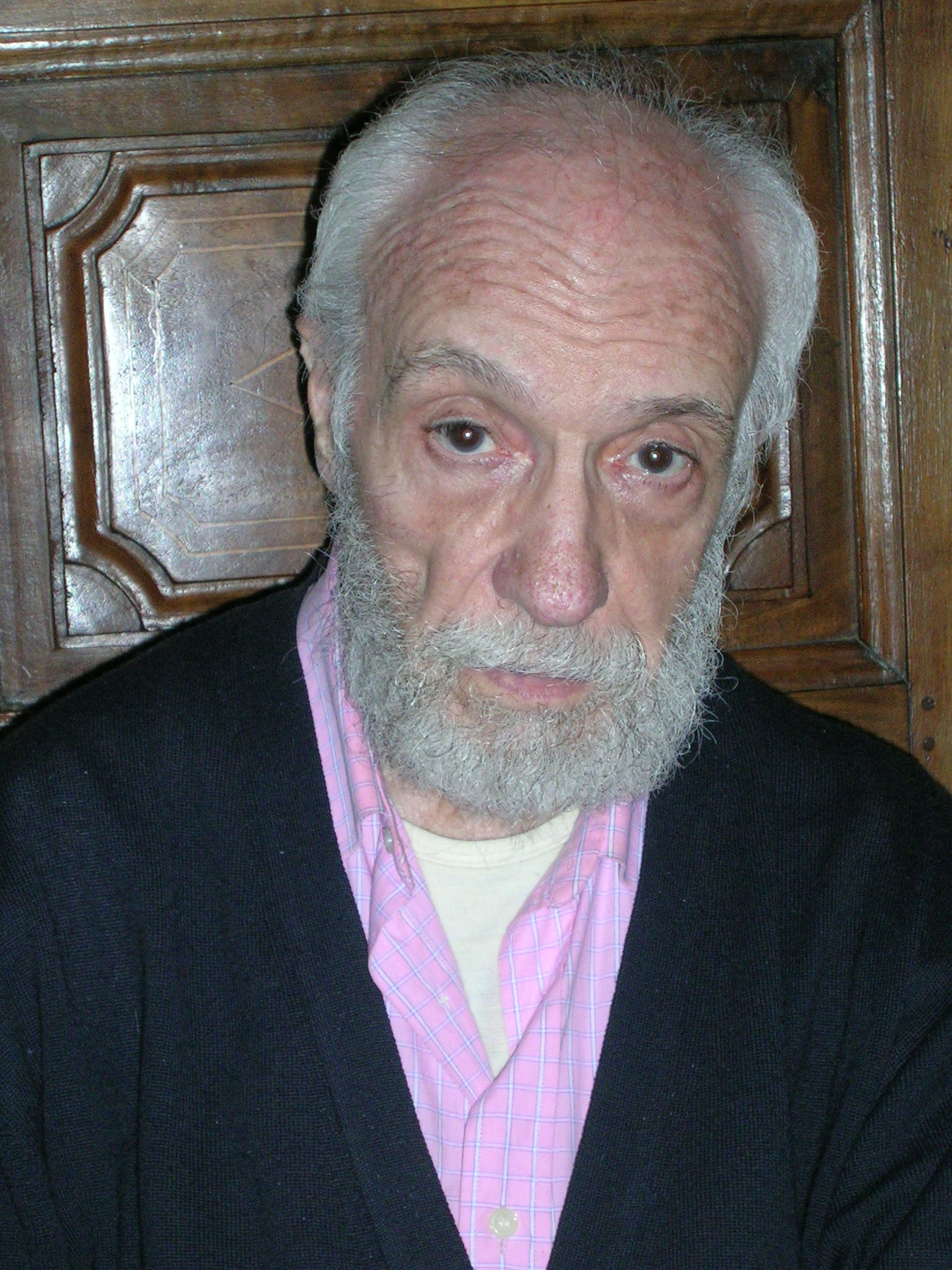
Josep Soler i Sardà (2007)

Josep Soler i Sardà (* 25. März 1935 in Vilafranca del Penedès; † 9. Oktober 2022) war ein spanischer Komponist, Musikwissenschaftler und Musikpädagoge.

## Leben und Werk
Soler wurde von Rosa Lara in Vilafranca del Penedès in die Musik eingeführt. Zu Beginn des Jahres 1960 ging er zu René Leibowitz nach Paris. Bald kehrte er nach Katalonien zurück und studierte von 1960 bis 1964 bei Cristòfor Taltabull in Barcelona.
In Solers deutlich religiös geprägter Tonsprache lassen sich drei Phasen klar gegeneinander abgrenzen. Die frühen Werke stehen in der Tradition der Zweiten Wiener Schule mit der Zwölftontechnik als bestimmendem Moment. Die Oper Agamemnon (1960) markierte den Wandel zu einem persönlicheren und freieren Stil im Sinne des Serialismus. Kreative Prozesse mündeten schließlich in einem freien Atonalismus. Das Requiem von 1974 markiert das Ende dieser Frühphase. In den nächsten 15 Jahren ließ Soler den Serialismus vollkommen fallen und gab einem absolut freien Atonalismus Raum. Er widmete sich in dieser Zeit besonders der Fuge und anderen Formen des Barocks beispielsweise in seinem sechsbändigen Werk für Orgel und Klavier. Ab etwa 1990 trat Soler in eine dritte künstlerische Phase. Er entwickelte auf der Basis des Tristan-Akkords und des mystischen Akkordes von Alexander Skrjabin eine hochpersönliche Tonsprache. Werke wie die Mahler-Lieder von 1992 oder die Kammeropern El Misterio de San Francisco (2000) und Die Blinden (Els cecs) verbinden eine expressionistische Renaissance mit einer klaren mediterranen Ästhetik. Die Drei Tänze aus dem Penedès von 1995 sind ebenfalls ein typisches Werk dieser Epoche.
Soler hat mehr als 200 Werke komponiert. 1956 wurde sein Werk Polifonías para piano (Polyphonien für Klavier) uraufgeführt. Herausheben muss man die Simfonia Sant Francesc (Symphonie für den Heiligen Franziskus), für die er 1961 den Musikpreis der Stadt Barcelona erhielt, das Ballett Dànae (1962) für Streichinstrumente, das Konzert für zwei Klaviere (1962), das Präludium und Tänze des Penedès für Sinfonieorchester (1996), die Trauermusik für Kammerorchester (1998), die Opern Agamemnon (1960 ausgezeichnet von der Oper Monte Carlo) und die Versuchung des Heiligen Antonius (1967) auf einen Text von Gustav Flaubert, Oedipus et Iocaste (1974) basierend auf einem Text von Seneca und 1986 im Liceu uraufgeführt, Nero (1986) auf Texte von Seneca, Sueton und Tacitus, Sommernachtstraum (1991) basierend auf Texten von Shakespeare, Frankenstein (1996) nach Mary Shelley und viele weitere Werke. Auf dem Gebiet der religiösen Musik sind zu erwähnen: Das Oratorium Passio Domini Nostri Jesu Christi (1968), die Passion nach Johannes (1968) und das Requiem von 1970. Im Instrumentalbereich sind die sieben Streichquartette (1955 bis 1995), das Konzert für Cembalo und fünf weitere Instrumente (1968), La misteriosa rosa del jardí (Die wunderhafte Rose im Garten) für Orgel und weitere Werke zu nennen. Zum Schluss müssen die zwei Liedsammlungen El Llibre d’hores (1961, Das Stundenbuch) und eine andere Liedsammlung auf Texte des Heiligen Paulus genannt werden.
Neben seiner kompositorischen Tätigkeit war Soler auch als Musikpädagoge aktiv. Von 1975 bis 1981 wirkte er als Professor für Ästhetik und von 1982 bis 1984 als Professor für Komposition jeweils am Conservatori Municipal de Música de Barcelona. Von 1983 bis 2010 war Soler Direktor des Konservatoriums von Badalona.
Soler schrieb auch Essays zu verschiedenen Aspekten der Musik: Fuga, técnica e historia (1980, Fuge, Technik und Geschichte), La música (1982, Musik), Victoria (1983), Poesía y teatro litúrgico del Antiguo Egipto (1983, Poesie und liturgisches Theater des alten Ägypten), Escritos sobre música y dos poemas (1994, Schriften zur Musik und zu zwei Gedichten), Tiempo y música (1999, Zeit und Musik; zusammen mit Joan Cuscó), Otros escritos (1999 Weitere Schriften), Nuevos escritos (2003, Neue Schriften), J. S. Bach–Una estructura del dolor (2004, Johann Sebastian Bach – Die Struktur des Schmerzes), Música y ética (2006, Musik und Ethik) i Música Enchiriadis (2011).
Grundsätzlich zeichnet sich sowohl Solers künstlerisches wie auch sein musikwissenschaftliches Werk durch eine dezidierte Nüchternheit aus, die die Inhalte des jeweiligen Werkes deutlich hervortreten lässt. Zudem verlagert er im Angesicht einer zunehmend ungerechter und ausgrenzender werdenden Welt seine innere Angst nach außen in seine musikalischen und musikwissenschaftlichen Werke. Trotz dieser pessimistischen Grundhaltung sieht er künstlerische Lösungen für die anstehenden Probleme.
Soler wurde vielfach ausgezeichnet. 1964 erhielt er den Preis der Oper Monte Carlo, 1962 und 1978 den Musikpreis der Stadt Barcelona, 1982 den Premi de composició Òscar Esplà (Kompositionspreis Òscar Esplà). 2001 erhielt er den Premi Nacional de cultura de la Generalitat de Catalunya (Katalanischer Kulturpreis der Generalitat) in der Sektion Musik. 2009 erhielt er den spanischen Premio Nacional de música und 2011 den Premio Iberoamericano de la Música Tomás Luis de Victoria. 2013 lehnte er die Medalla d’or del mèrit en les belles arts (Goldmedaille für Verdienste im Bereich der Künste) der spanischen Regierung aufgrund seiner absoluten Unzufriedenheit mit der Bildungs- und Kulturpolitik der Regierung von Mariano Rajoy ab.